# Rocchetta Sant’Antonio
Rocchetta Sant'Antonio község (comune) Olaszország Puglia régiójában, Foggia megyében.

## Fekvése
Foggiától délkeletre, a Dauniai-szubappenninekben fekszik, Campania és Puglia határán.

## Története
A települést a 10. században alapították. Ekkor épült fel vára is. A 19. század elejéig nemesi családok birtokolták, ezt követően önálló község lett a Nápolyi Királyságon belül.

## Népessége
A lakosság számának alakulása:

## Főbb látnivalói
- Castel Sant'Antimo - 984-ben épített vár romjai
- Santa Maddalena-templom
- San Giovanni-templom
- Santa Maria delle Grazie-templom
- Assunzione della Beata Vergine Madre-templom